# Swing criollo
Pour les articles homonymes, voir swing.
Le swing criollo, ou swing créole, est un genre musical et une danse ayant émergé au Costa Rica.

## Histoire
le swing criollo est un genre qui a commencé à prendre forme dans les années 1960, à la suite de la fusion du swing américain et de la cumbia colombienne. Dans les années 1970, il était déjà très populaire et les danseurs connus de la Vieja Guardia attiraient l'attention dans les salles de danse de San José ; cependant, il était considéré comme vulgaire et inhérent à la racaille, au point que dans certaines salles de danse, des panneaux avertissaient clairement : « La danse swing est interdite » (espagnol : Se prohíbe bailar swing). Quarante ans plus tard, un décret exécutif considère, entre autres vertus, que « cette expression de danse s'est développée et adaptée au goût général, jusqu'à s'imposer dans presque toutes les couches de la société costaricienne ». Cette danse devient populaire dans toutes les classes sociales et constitue désormais une référence pour la danse populaire costaricienne. Le rythme lui-même est arrivé au Costa Rica par l'intermédiaire de camionneurs traversant l'Amérique centrale.

« Le swing criollo était considéré par la culture de l'élite comme vulgaire et pachuco (terme désignant un membre d'une contre-culture associée à la mode zoot suit, au jazz et au swing), et se dansait dans des salles fréquentées par des secteurs sociaux déconsidérés par cette culture, des lieux qui étaient stigmatisés pour avoir permis l'existence de la cumbia, considérée comme de faible qualité. »

## Shows et émissions
En 2003, un documentaire intitulé Se prohíbe bailar swing est réalisé, prêté par Latica de Película pour être distribué par Televisión América Latina (TAL) et dirigé par Gabriela Hernández.
En 2010, La Cuna del Swing de Ligia Torijano présente au Teatro Nacional un spectacle exclusivement consacré au swing criollo. Avec la présentation de l'œuvre intitulée Del swing prohibido al permitido, les artistes ont voulu raconter au public la véritable histoire de cette danse populaire. En mai 2012, l'émission Permiso.... Viene el Swing par La Cuna del Swing de Ligia Torijano, qui est présenté comme un hommage à la vieille école de danseurs sous la production générale de Ligia Torijano et écrit et réalisé par Mario Alberto Cañas.